# 봉성암
봉성암(奉聖庵)은 조선 숙종 37년(1711년) 때에 북한산성 축성 이후 창건된 13개 사찰 중 하나로, 25칸의 암자로 승려 성능(聖能)이 창건하였다고 전해진다. 6.25전쟁 때 소실되었으나 다시 중건되었다. 전성능대사부도가 전해지고 있다.

## 전성능대사부도(傳聖能大師浮屠)
부도탑의 구조는 4개의 판석을 짜맞춘 方形 地臺石위에 방형 하대석과 중대석, 팔각모양의 상대석이 안치되었다. 그 위로 팔각의 탑신석 팔각의 옥개석, 상륜부로 구성되어 있다. 팔각의 옥개석 일부는 현재 파괴되어 있으며 전체규모는 280cm에 이른다.
탑의 기단부 앞에는 74×70×59cm의 불규칙한 육면체 석재가 놓여져 있는데 부도탑에서 떨어져 나온 것으로 추정되고 있다. 현재의 부도탑은 6.25당시 폭격으로 일부 파괴된 것을 복원한 것인데 완전한 상태는 아니며 탑신부의 부재는 소실된 상태이다.